# 1FLTV
1FLTV (pour 1 Fürstentum Liechtenstein Television) est l'unique chaîne de télévision liechtensteinoise à avoir reçu une concession de la part des autorités locales.

## Histoire de la chaîne
Elle a démarré un programme test d'une heure par jour le 15 août 2008 en langue allemande et suisse-allemande. Détenue par une société autrichienne, Media Holding AG, qui détient d'autres chaînes de télévisions, notamment U1TV (Schweiz 5) en Suisse, le signal est relayé par câble à travers toute la principauté.

### Concours Eurovision de la chanson
Le Liechtenstein a tenté à deux reprises de participer au Concours Eurovision de la chanson, cependant sans succès puisque le pays n'avait aucune télévision nationale, condition requise pour une participation. Toutefois, le directeur de la chaîne a annoncé n'avoir aucune intention de rejoindre l'Union européenne de radio-télévision (UER) puisque le budget de la chaîne ne le permettait pas. 
Le 10 septembre 2013, la chaîne 1FLTV annonce que pour des raisons financières, elle ne peut pas, dans un proche avenir, rejoindre l'UER et qu'ainsi elle ne peut pas participer au concours Eurovision.

## Organisation

### Dirigeants
Directeur général :
- Peter Heeb

### Capital
1FLTV est détenue à 100 % par la société Media Holding AG qui est de droit autrichien.

## Programmes
La chaîne émet 24 heures par jour avec informations et météo à chaque heure, clips musicaux de 0 h à 9 h.